# Notopteris
Notopteris là một chi động vật có vú trong họ Dơi quạ, bộ Dơi. Chi này được Gray miêu tả năm 1859. Loài điển hình của chi này là Notopteris macdonaldi Gray, 1859.

## Các loài
Chi này gồm các loài: